# Tx2
Tx2 – oznaczenie serii parowozów wąskotorowych PKP, stosowane od po II wojnie światowej, oznaczające tendrzaki o układzie osi D i mocy 90–150 KM (do 1960 roku) lub 61–80 KM (od 1961 roku).
Opis oznaczenia:
- T – tendrzak[1]
- x – cztery osie wiązane (do 1960 roku: cztery osie, przy tym brak dalszych liter oznaczał, że wszystkie są wiązane)
- 2 – zakres mocy lokomotywy – do 1960 roku: 90–150 KM[1], od 1961 roku: 61–80 KM[2].

Oznaczenie serii Tx2 nosiły m.in. lokomotywy:
- do 1960 roku:
  - Tx2-381 do 384 prod. WSABP na tor 600 mm (późniejsze Tx27)[3]
  - Tx2-1246 prod.  Orenstein & Koppel na tor 750 mm (późniejszy Tx4-1315)[4]
  - Tx2-1247 prod. WSABP na tor 750 mm[5]

- od 1961 roku:
  - Tx2 różne typu HF prod. niemieckiej (różni producenci) na tor 600 mm (poprzednio Tx1)[6]
  - Tx2-355 typu HF 302 prod. Orenstein & Koppel na tor 600 mm (poprzednio Tx1-355)[7]